# Płysky
Płysky – wieś na Ukrainie w rejonie borzniańskim obwodu czernihowskiego.
Miejscowość znana z klubu piłkarskiego Jednist' Płysky.